# Viaccess
Viaccess — система умовного доступу, розроблена компанією Orange SA. Є шість версій, що використовуються на сьогодні: Viaccess PC 2.3, Viaccess PC 2.4, Viaccess PC 2.5, Viaccess PC 2.6, Viaccess PC 3.0, Viaccess PC 4.0, Viaccess PC 5.0 і Viaccess PC 6.0.
Viaccess була розроблена як цифрова версія системи Eurocrypt використовуваної з гібридною MAC-системою